# Hemitriccus griseipectus
Hemitriccus griseipectus là một loài chim trong họ Tyrannidae.